# Eulechria lissopolia
Eulechria lissopolia is een vlinder uit de familie van de sikkelmotten (Oecophoridae). De wetenschappelijke naam van de soort werd in 1903 als Philobota lissopolia gepubliceerd door Alfred Jefferis Turner.